# Pteridium

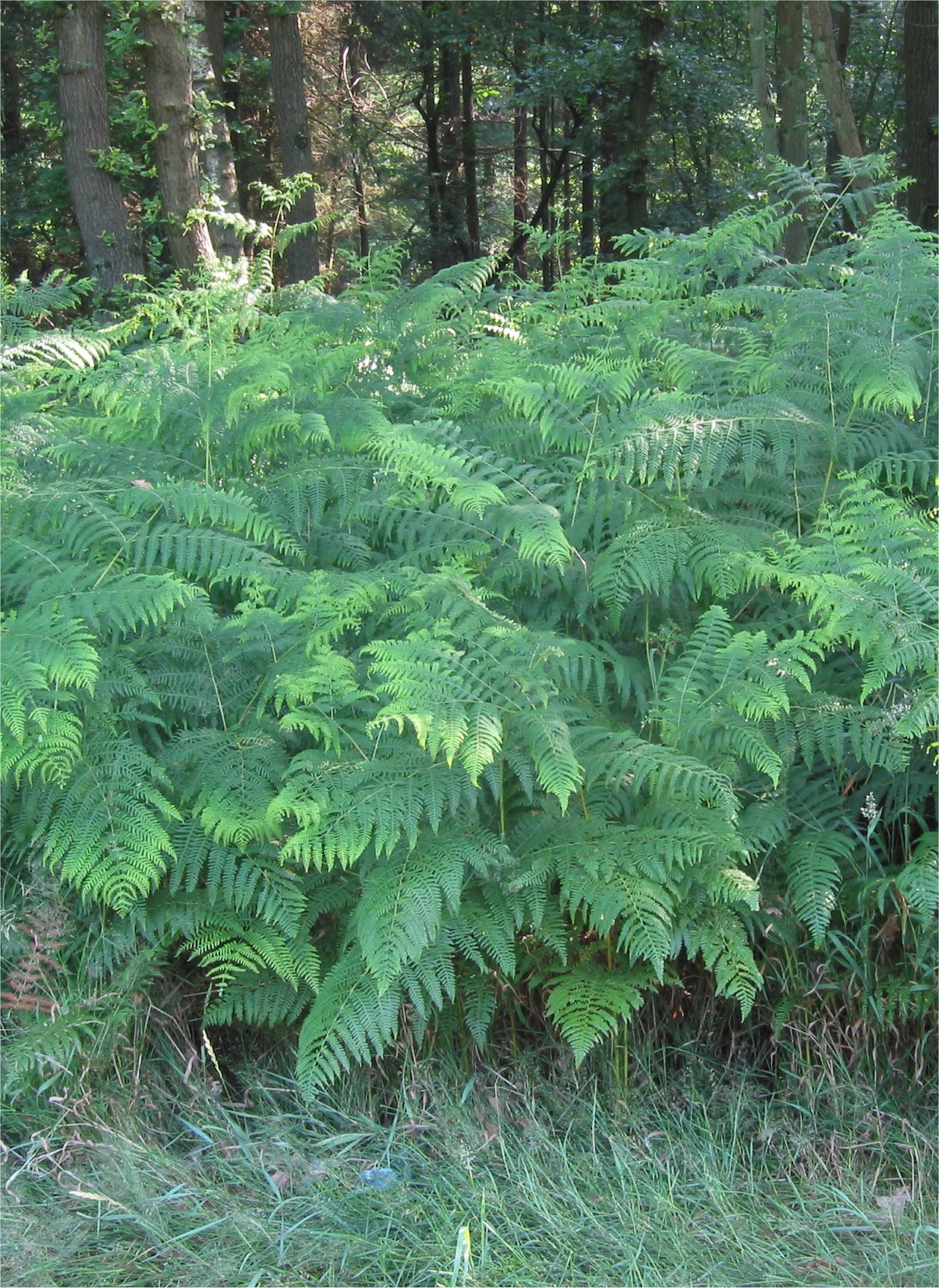
Pteridium aquilinum

Pteridium és un gènere de falgueres de la família Dennstaedtiaceae que es troba en terres humides. D'entre les falgueres aquest gènere és el que té una més ampla distribució al món mancant només a l'Antàrtida.
Des del punt de vista evolutiu Pteridium ha estat una de les falgueres amb més èxit i és també una de les falgueres més antigues amb fòssils de 55 milions d'anys.
Anteriorment es considerava que el gènere Pteridium només tenia una espècie, la falguera aquilina o de Sant Joan (Pteridium aquilinum), que a més és l'única que es troba en els Països Catalans, però actualment s'ha subdividit en diverses espècies.

## Característiques
Són plantes herbàcies amb els teixits durs i perennes. Tenen fulles triangulars i rizomes que poden fer més d'un metre de llarg, essent plantes fàcilment invasores. Només són caducifolis en els ambients més freds del seu hàbitat.

## Galeria

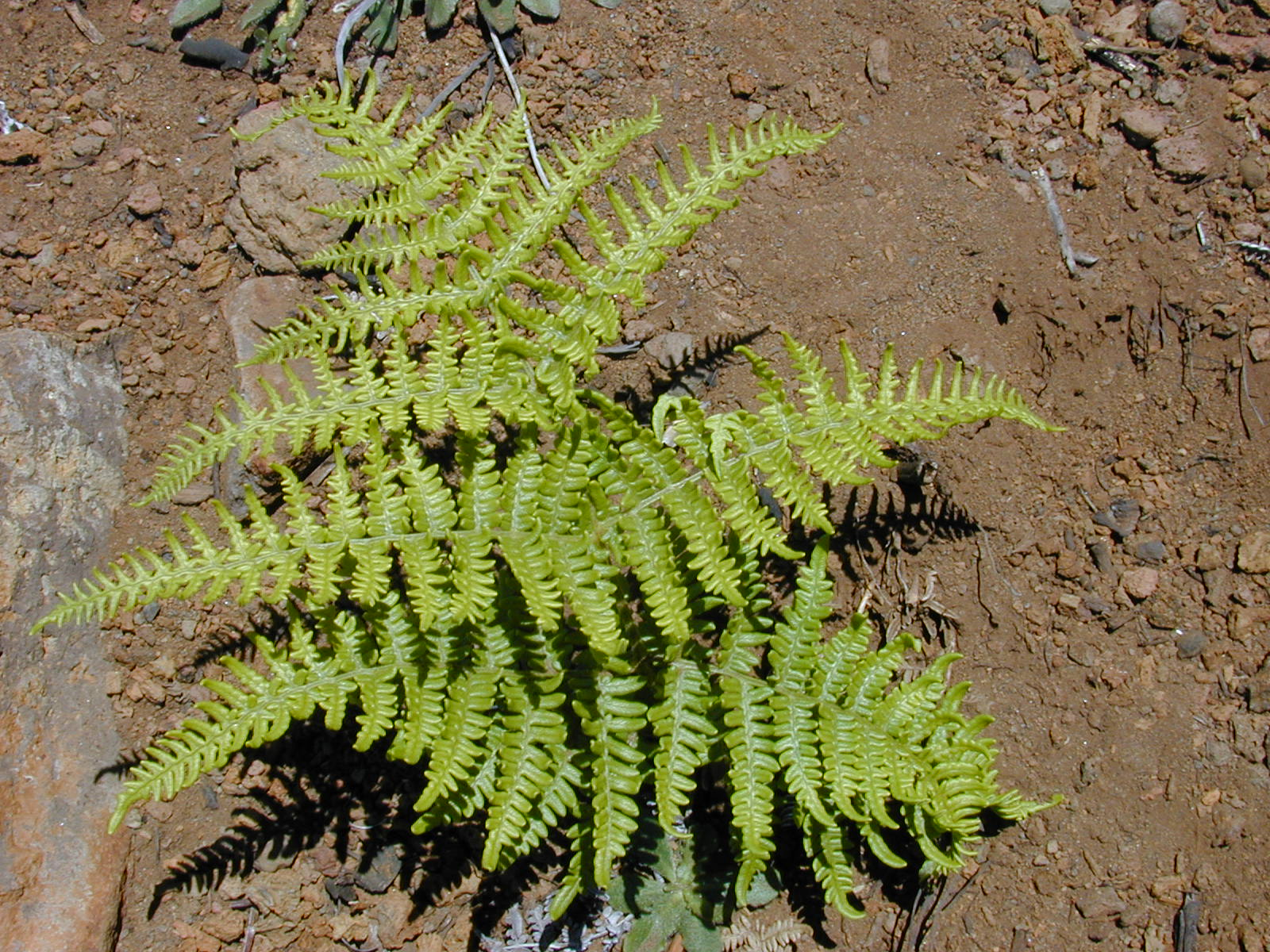
Pteridium aquilinum var. decompositum
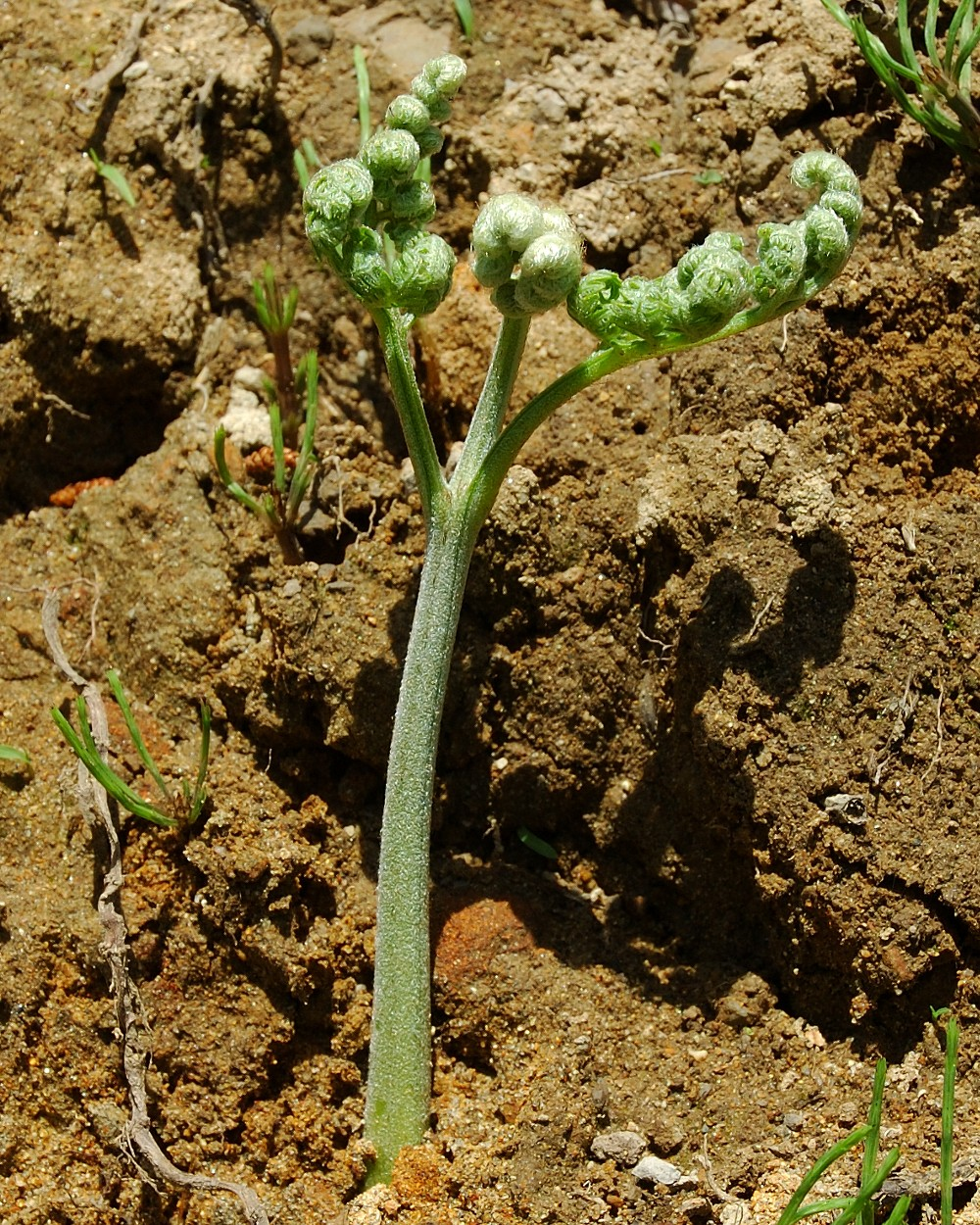
fulla jove
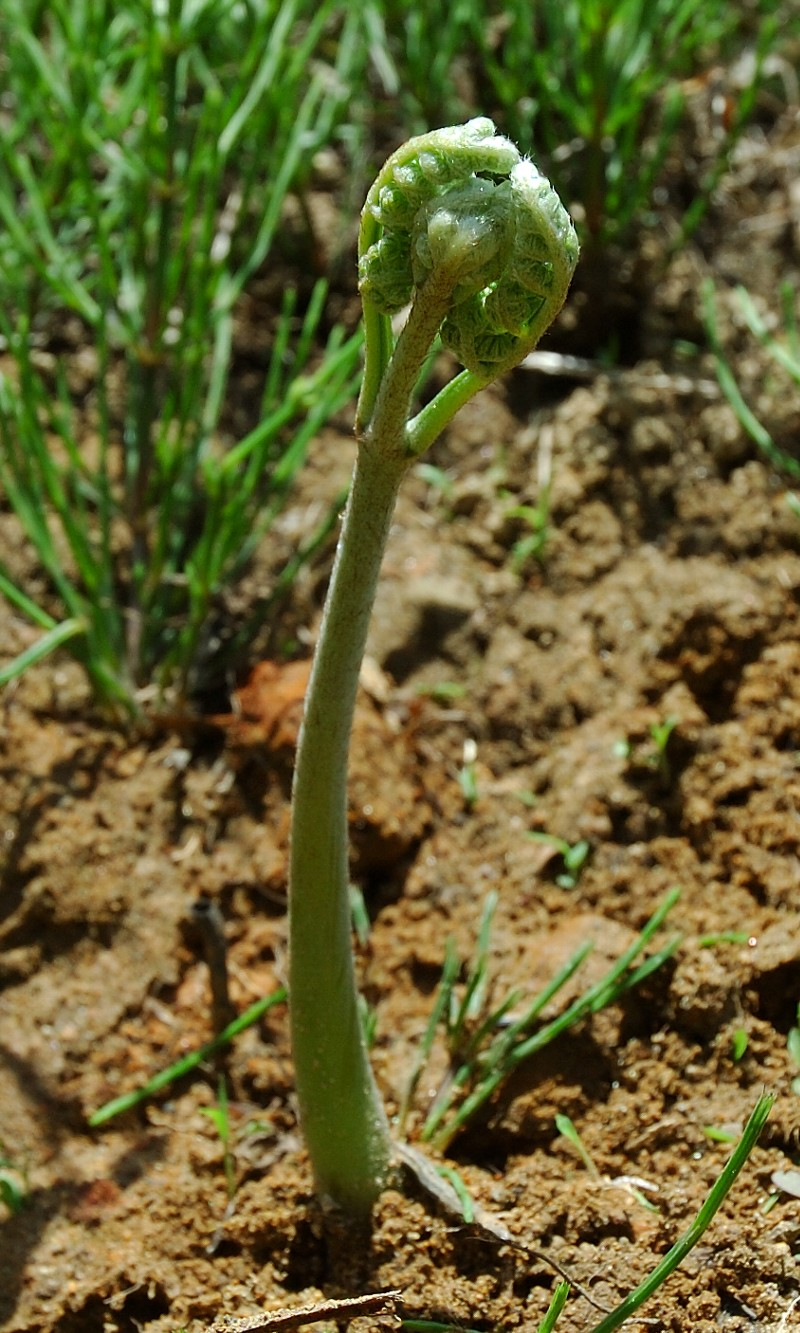
fulla jove
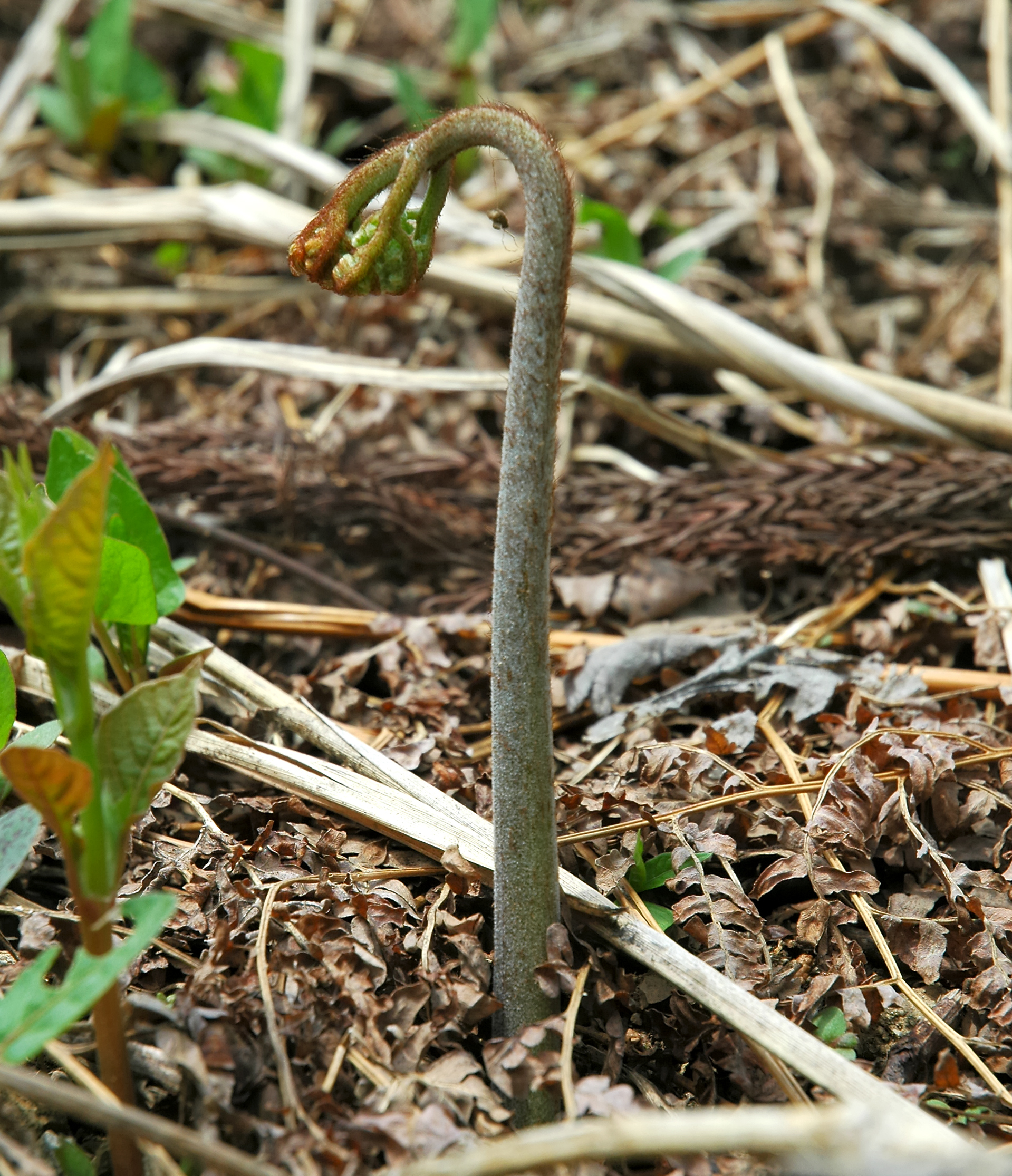
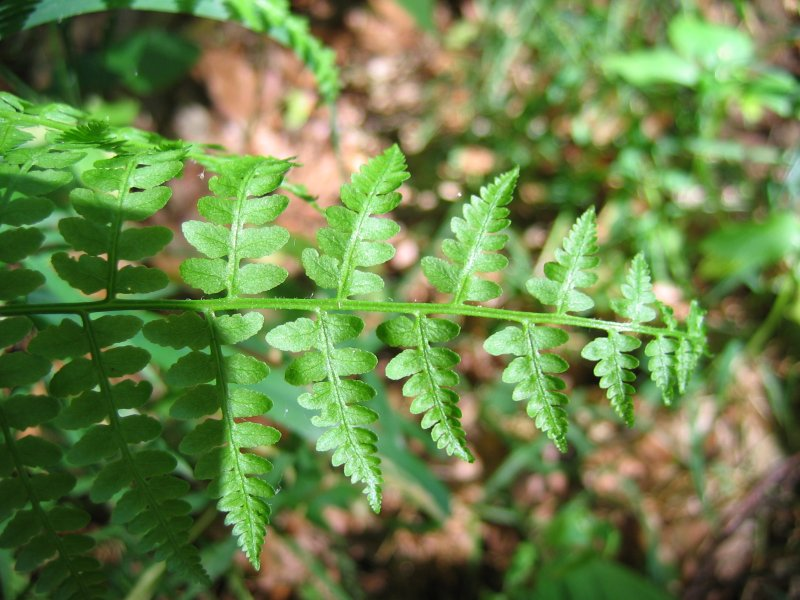
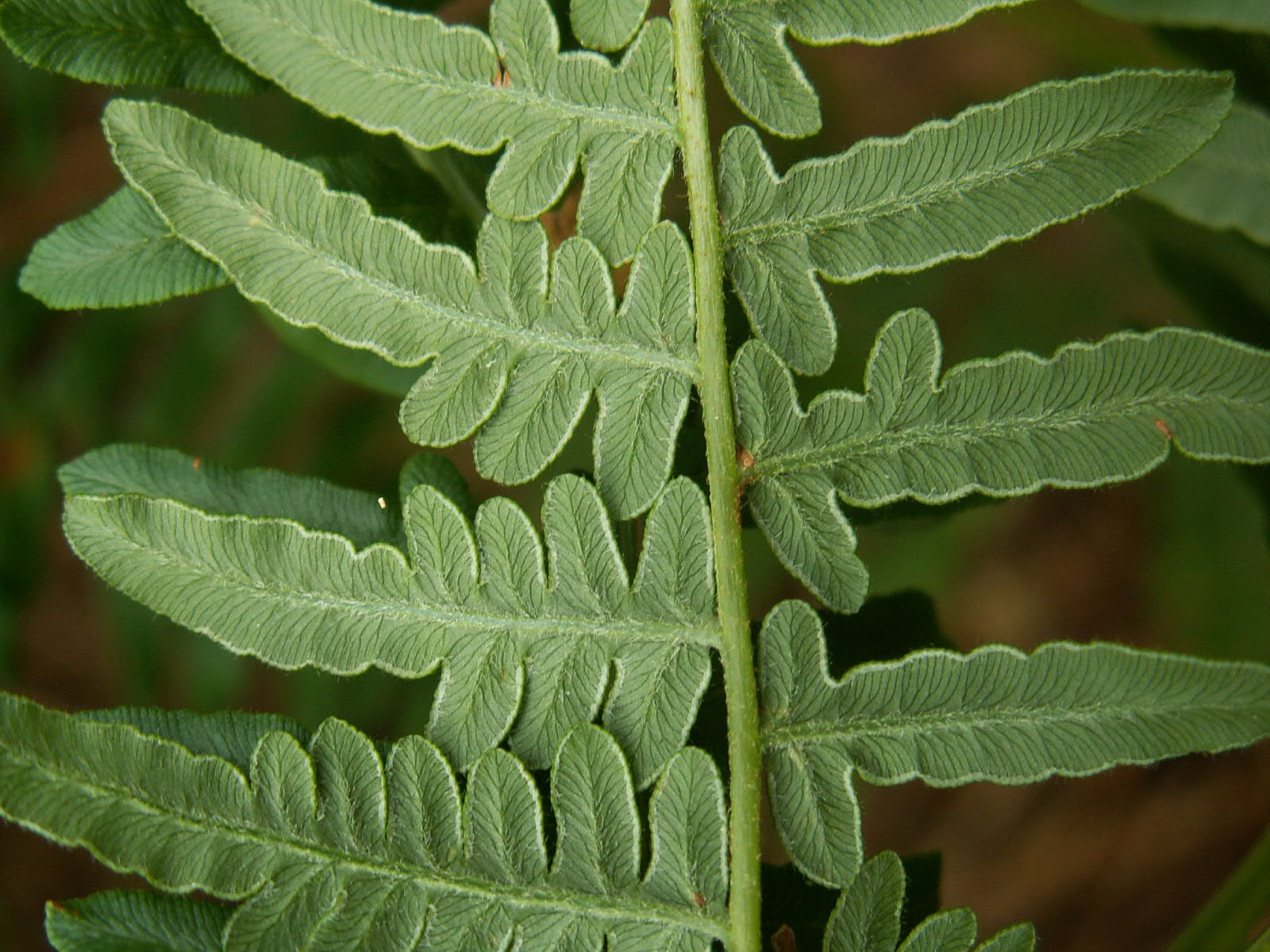
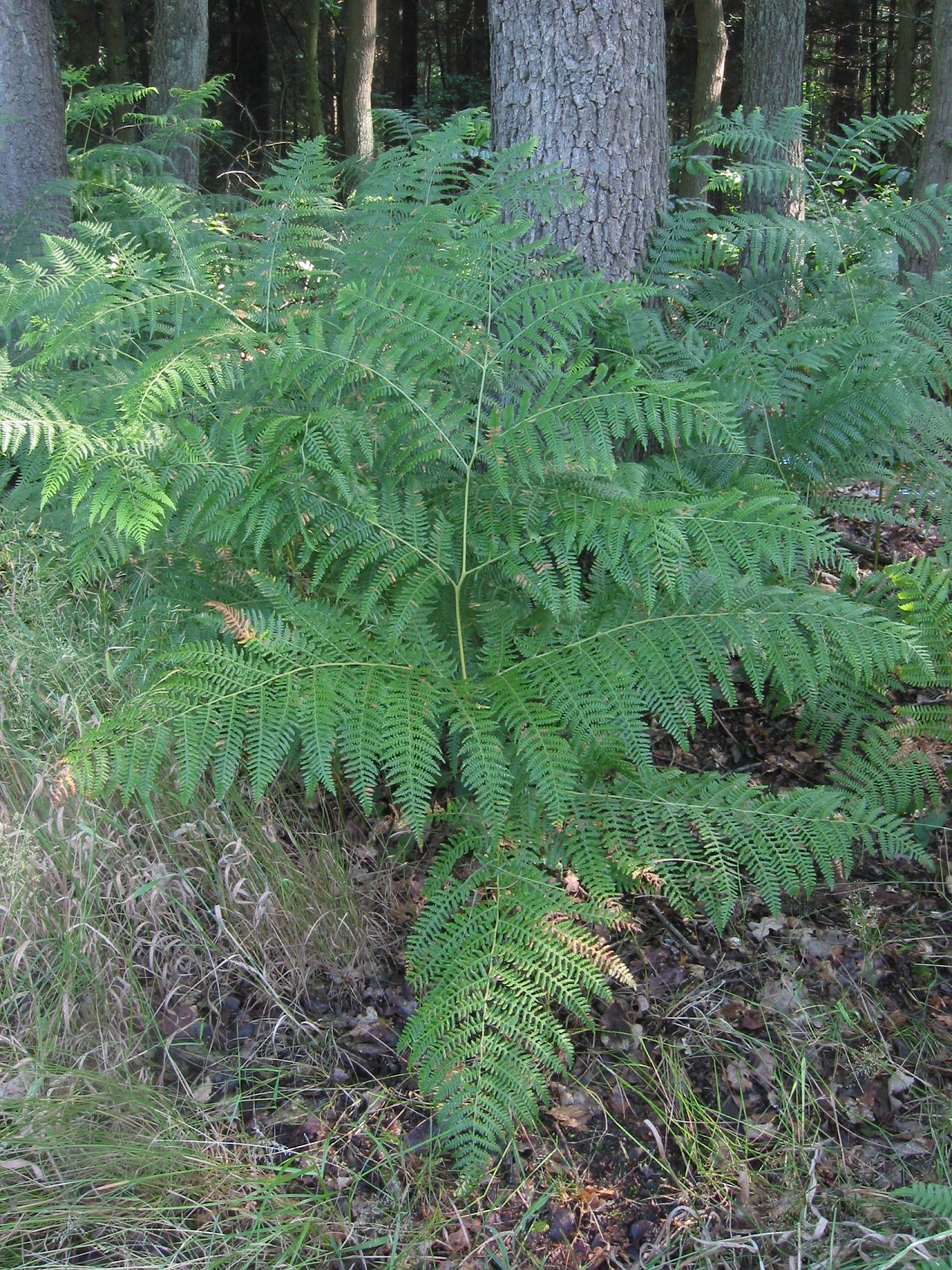
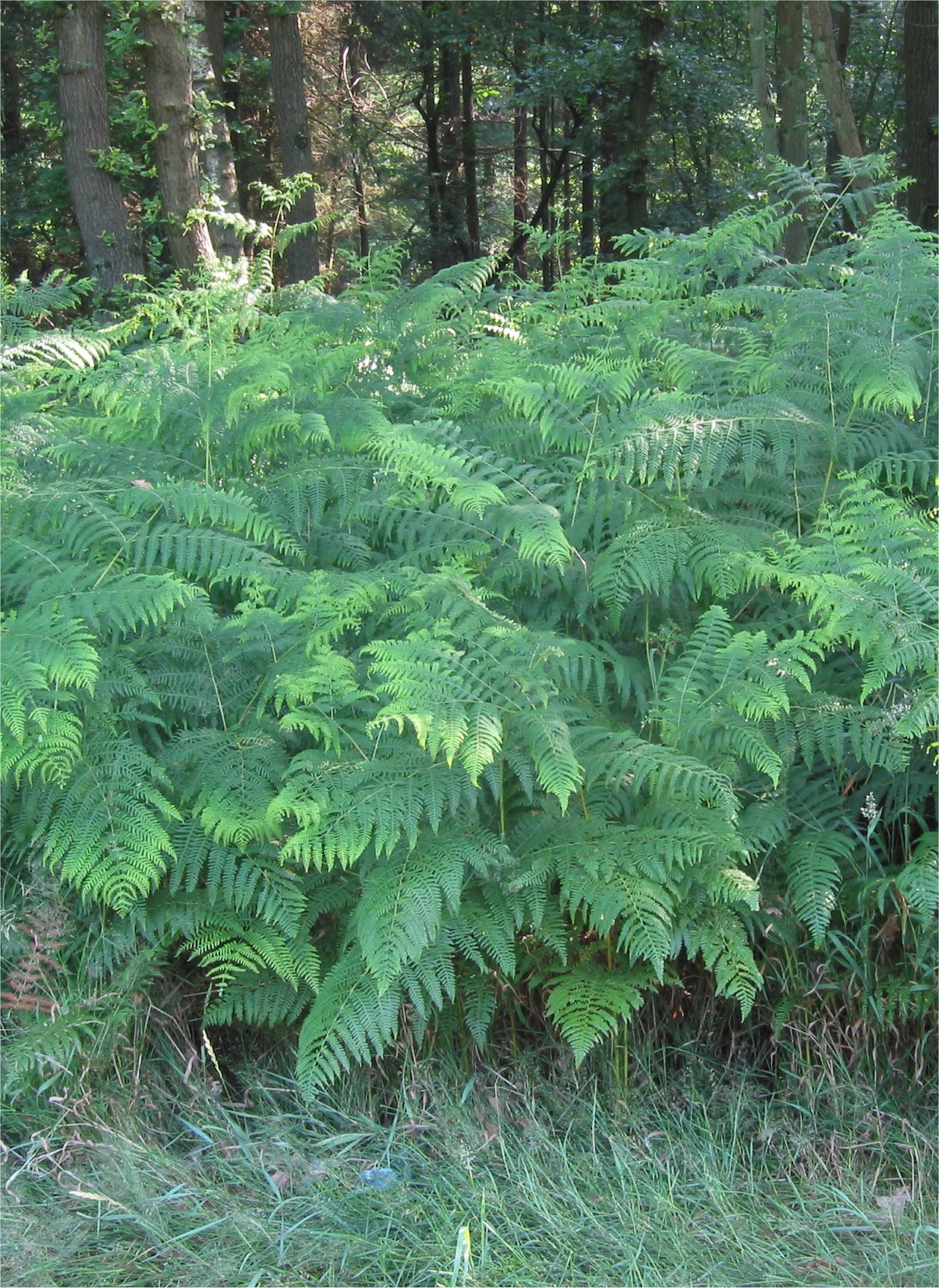
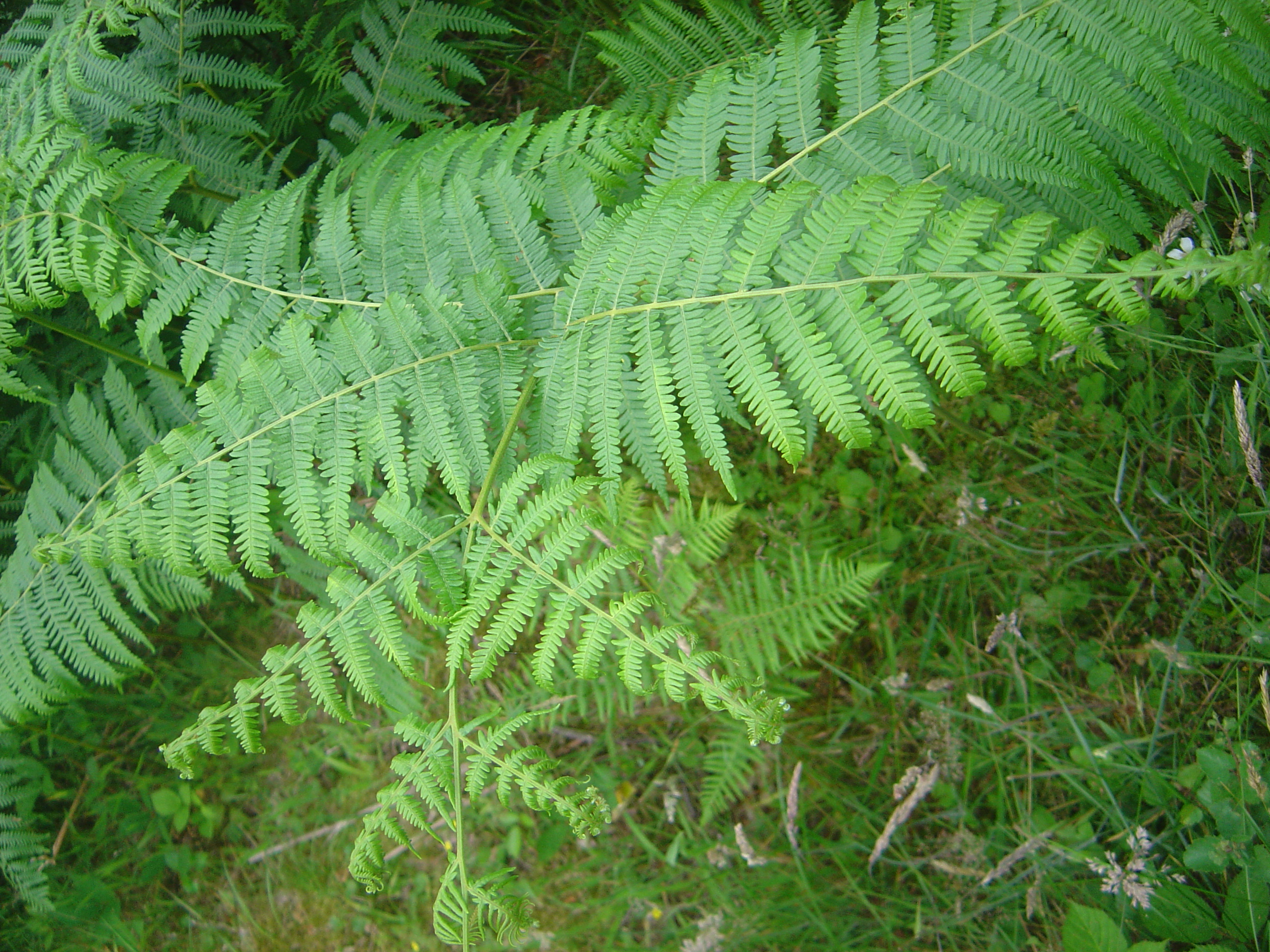
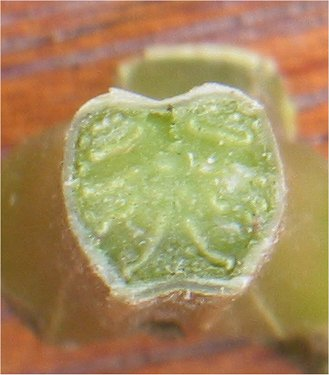
secció transversal d'una tija
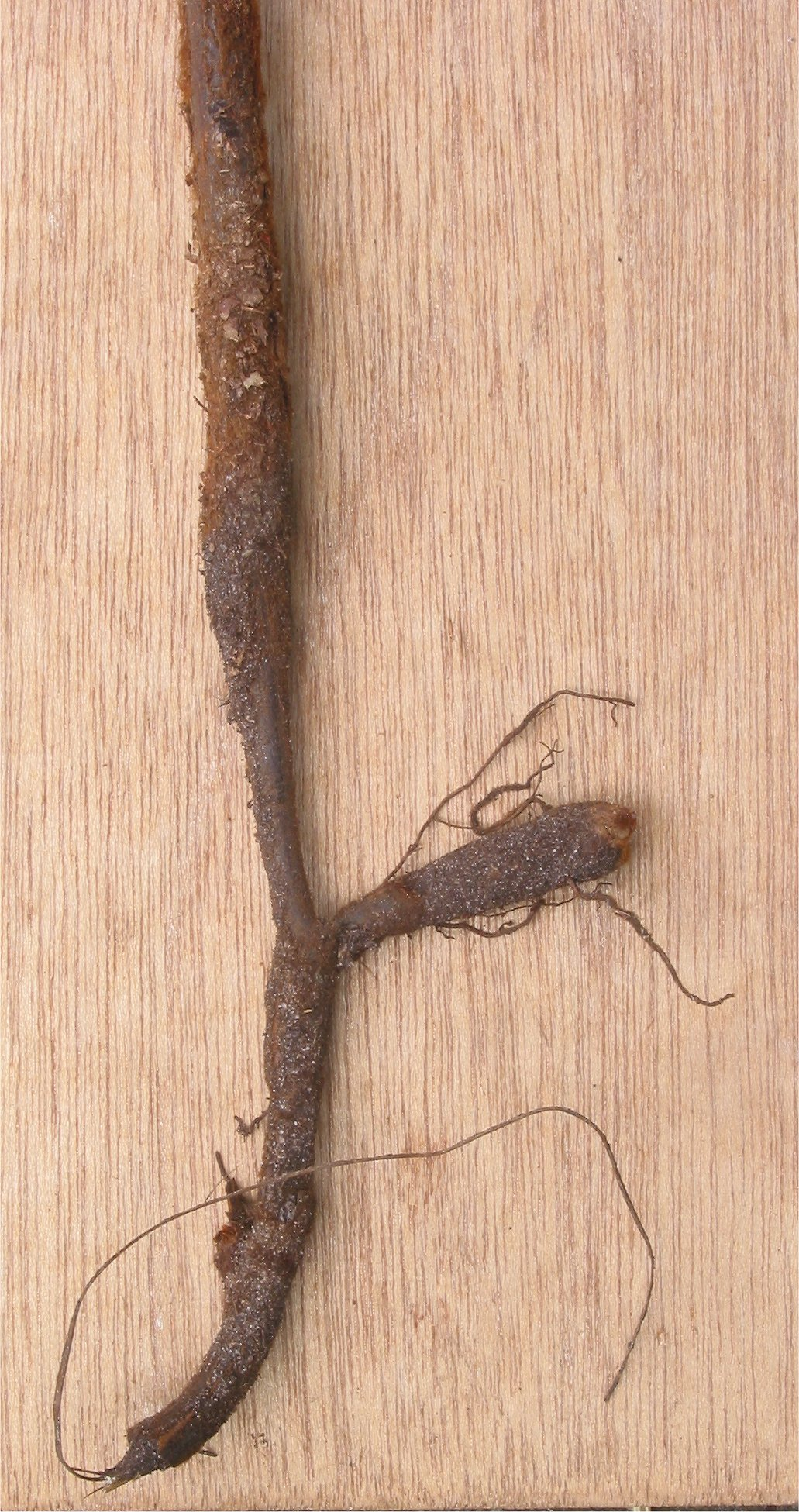
rizoma
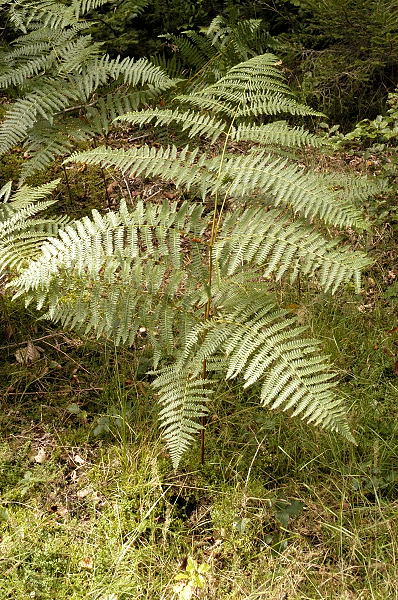
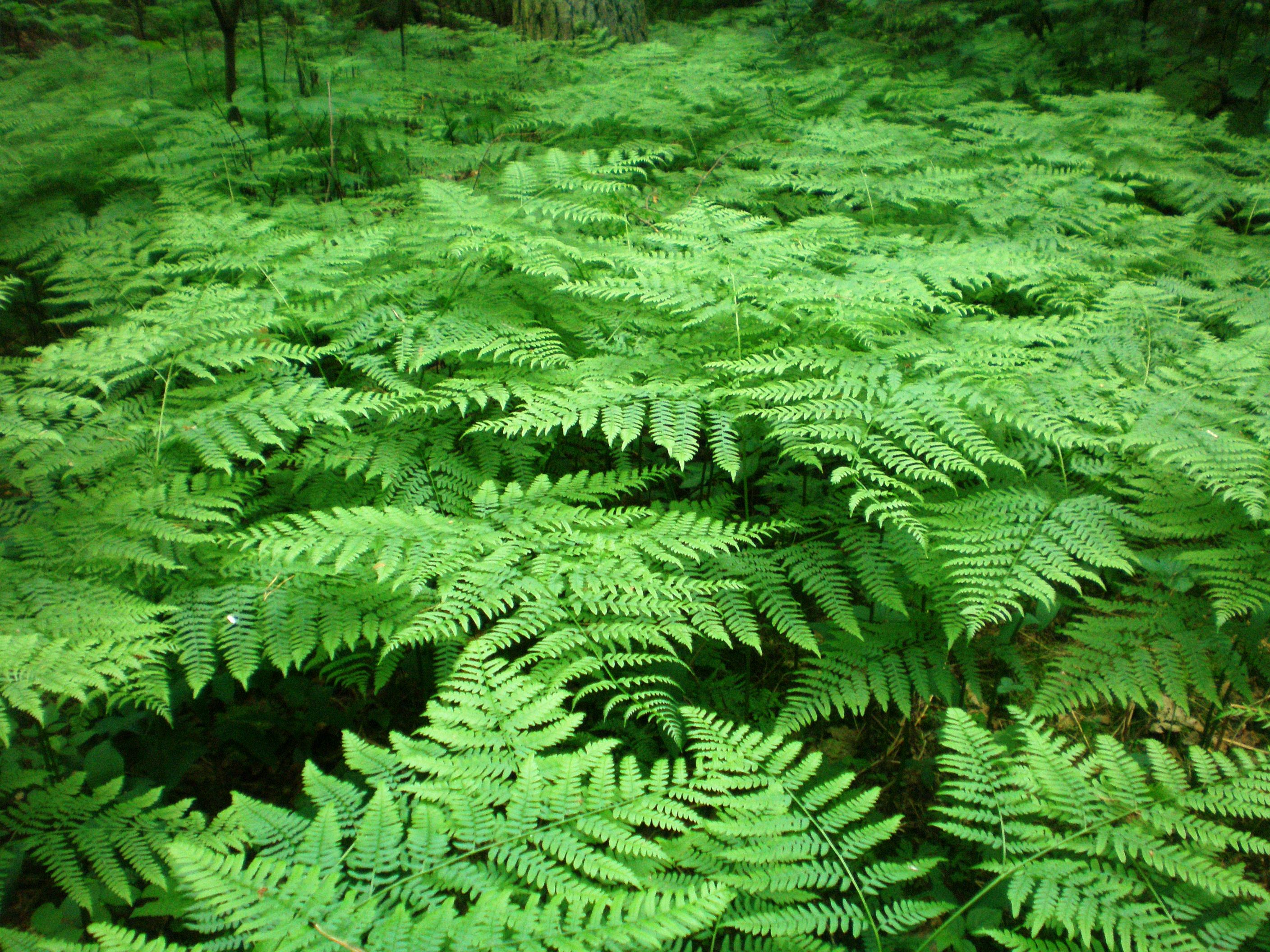
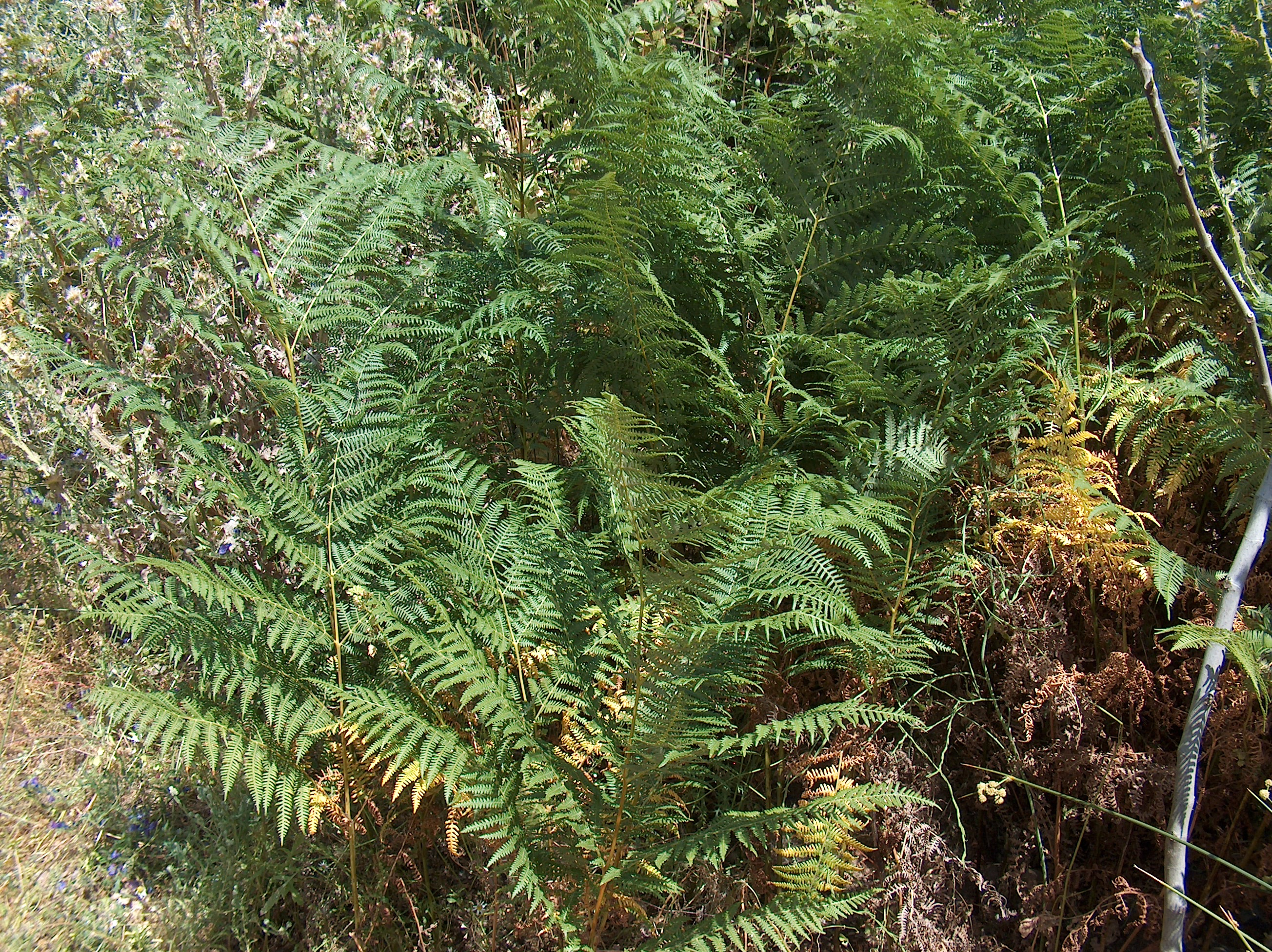
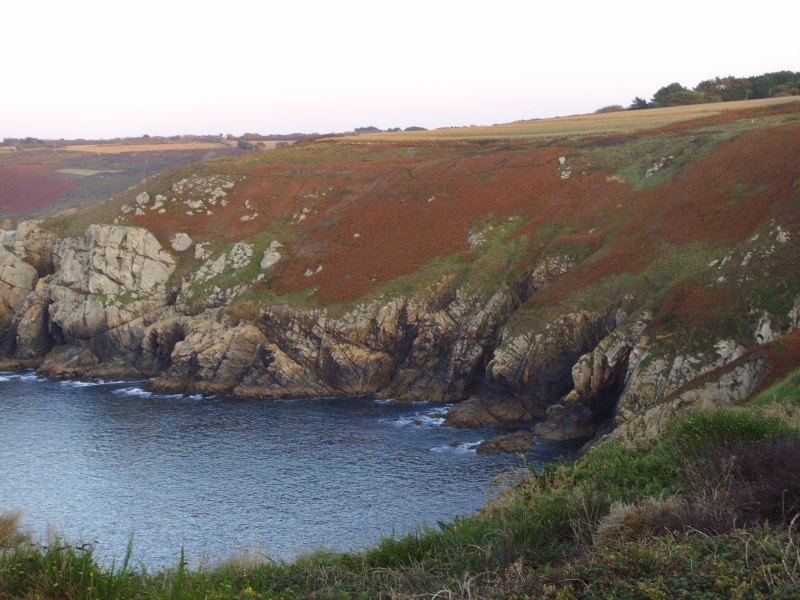
tardor
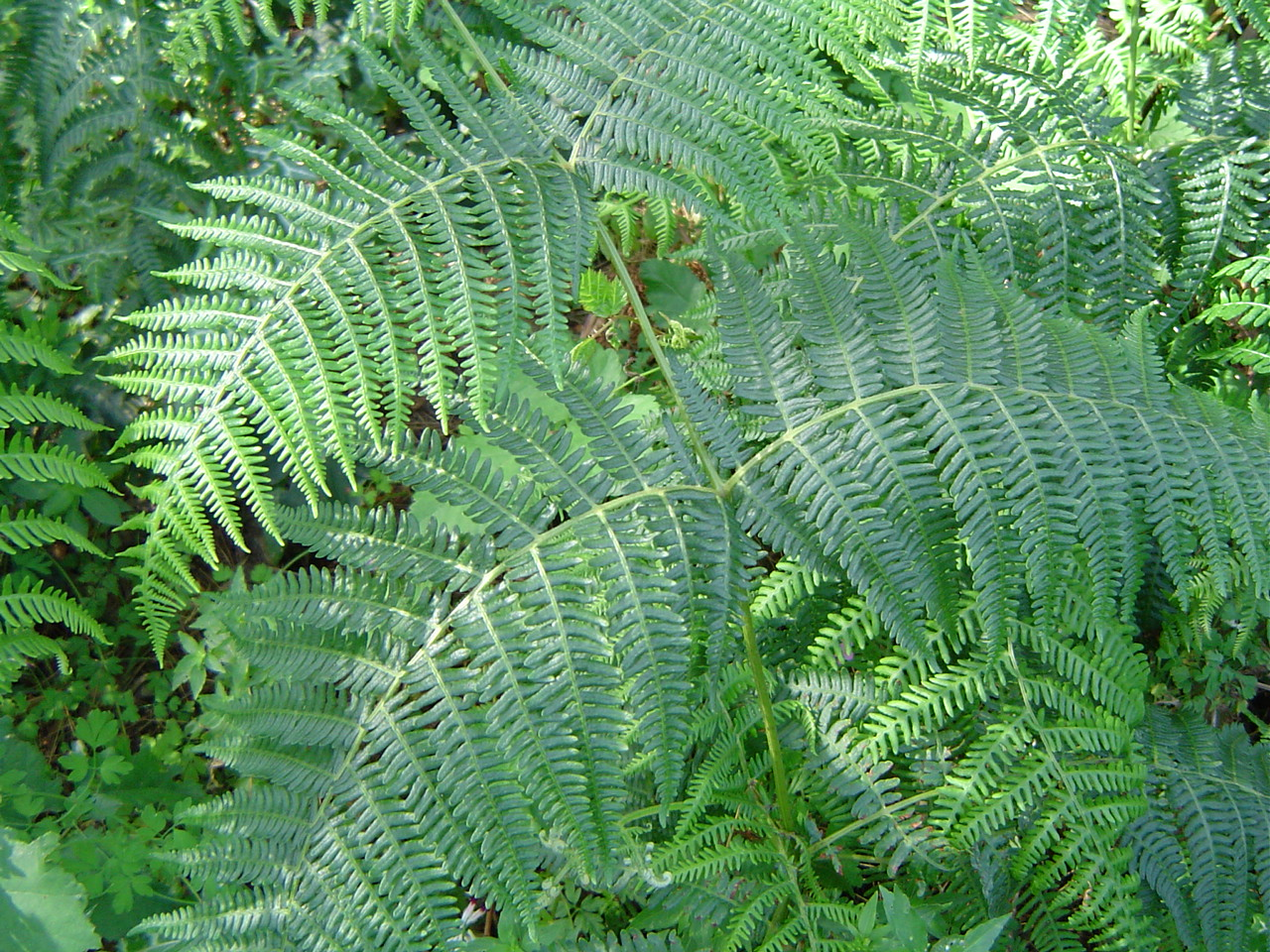
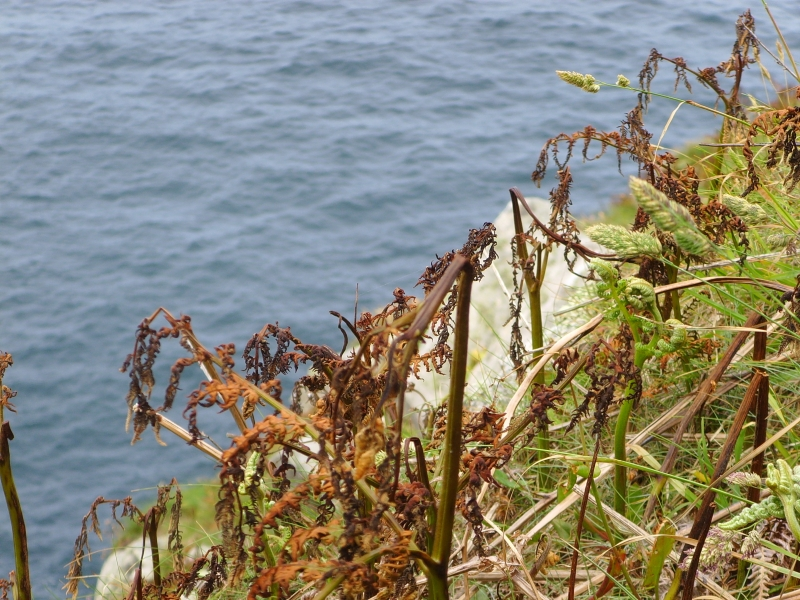